# Kaczy Dół (Cierpięta)
Kaczy Dół – część wsi Cierpięta, położona w Polsce, w województwie mazowieckim, w powiecie węgrowskim, w gminie Wierzbno.
W latach 1975–1998 miejscowość należała administracyjnie do województwa siedleckiego.